# Panteón (cómic)
Panteón es una organización ficticia que aparece en los cómics estadounidenses publicados por Marvel Comics. Creado por el escritor Peter David, Panteón apareció por primera vez en The Incredible Hulk # 368 (abril de 1990), y fue una gran parte del elenco de apoyo de ese libro desde el número 379 (marzo de 1991) hasta el número 426 (febrero de 1995).

## Historia de la organización ficticia
Agamenón, un dios mitad humano y mitad asgardiano, nace inmortal. Aunque nunca envejece físicamente más allá de los 16 años, el Panteón son todos sus descendientes. Estacionado en el Monte, su cuartel general en un desierto de Nevada, el Panteón recluta a Hulk como miembro y aliado después de que se transforma en el personaje de Merged Hulk. Hulk acepta la oferta como una forma de compensar el daño que ha hecho en sus días de Savage Hulk. Hulk trabaja con el Panteón en muchas misiones de rescate y socorro, el foco del propósito del Panteón. A cambio, varios miembros ayudan a Hulk con misiones personales, que a veces encajan con los propósitos previstos por el Panteón.
Por un tiempo, Hulk incluso lidera todo el Panteón. Juntos soportan los ataques de los U-Foes, enfrentamientos con X-Factor y una gran persecución espacial cuando uno de los miembros es secuestrado por un príncipe alienígena enamorado. Esto eventualmente conduce a una confrontación con Agammemnon, quien intenta asegurar la supervivencia a largo plazo de sus hijos, ninguno de los cuales heredó su inmortalidad, ofreciendo a los troyanos la elección de sus descendientes a cambio de tecnología para extender su vida útil.
Mientras Agamenón levanta un ejército de miembros fallecidos del Panteón, Hulk lidera al resto del equipo contra su antiguo líder en su batalla final. El Monte es destruido durante una batalla entre el Panteón y los Cyborgs de Agamenón, los Caballeros Infinitos. Agamenón y Aquiles mueren durante la batalla. Ulysses abandona el grupo para buscar a Delfos, que se había ido antes de la batalla final. Paris no quiere tener nada que ver con Hulk, pero el resto del equipo quiere que Hulk regrese. Hulk se niega. Los miembros del equipo tienen la piel densa debido a su herencia asgardiana, lo que los hace muy resistentes al daño físico. También poseen una fuerza, resistencia y durabilidad sobrehumanas, un factor de curación, y no envejecen.

## Miembros
- Aquiles (Helmut Halfling) - Aquiles es invulnerable excepto cuando está cerca de la radiación gamma de bajo nivel. Muere en una batalla con Ulysses (Charles).[10] Es el hijo de Agamenón.
- Agamenón (Vali Halfling) - Agamenón es el fundador y líder del Panteón. Es el hijo de Loki y una mujer mortal desconocida. Es el padre de Aquiles.
- Ajax - Ajax debe usar un exoesqueleto para sostener su enorme estructura.
- Andrómeda - Andrómeda tiene la capacidad de ver el futuro. Ella es la madre de Delphi.
- Atalanta - Atalanta usa un arco y flechas que están hechos de energía de plasma.
- Cassiopea - Cassiopea tiene la capacidad de absorber energía y devolverla en forma de explosiones de conmoción. Ella es la hija de Perseo.
- Delphi - Delphi tiene la capacidad de ver el futuro. Ella es la hija de Andrómeda y Jason.
- Héctor - Héctor usa una maza hecha de energía de plasma y tiene la capacidad de volar.
- Hulk (Robert Bruce Banner) - Hulk es un humano mutado por radiación. Tiene fuerza sobrehumana, velocidad, resistencia y durabilidad. También tiene un factor de curación, una resistencia al control mental y la capacidad de ver formas astrales. Es miembro de Los Vengadores y los Vengadores secretos de S.H.I.E.L.D..
- Jason - Jason el Renegado prefiere usar pistolas como arma. Es el padre de Delphi.
- Paris (Nathan Taylor) - Paris tiene habilidades empáticas.
- Perseo (Scott Shannon) - Perseo usa una lanza de energía. Es asesinado por Loco.[11] Es el padre de Cassiopea.
- Prometheus - Prometheus tiene un sentido de seguimiento que funciona a grandes distancias, incluso en el espacio.
- Ulysses - el Ulysses original usa un escudo de plasma y una espada. Es asesinado por Aquiles.[12]
- Ulysses (Walter Charles) - Ulysses usa una plasma de espada de energía y un escudo.

## Poderes y habilidades
Se dice que todos los miembros de Panteón poseen cierta medida de fuerza sobrehumana y habilidades de recuperación, y envejecen considerablemente más lento que los humanos normales.

## En otros medios

### Videojuegos
- The Incredible Hulk: The Pantheon Saga es un videojuego basado libremente en la historia del cómic Panteón.